# 議会制民主主義党
議会制民主主義党（ぎかいせいみんしゅしゅぎとう、ミャンマー語：ပါလီမန်ဒီမိုကရေစီပါတီ、英語：Parliamentary Democracy Party、略称：PDP）は、1969年8月にミャンマーの元首相・ウー・ヌによって設立された政治組織である。

## 結成
1962年3月2日、ネ・ウィンによる軍事クーデターの際に拘束されたヌは、裁判なしに投獄され、1966年10月になってようやく釈放された。

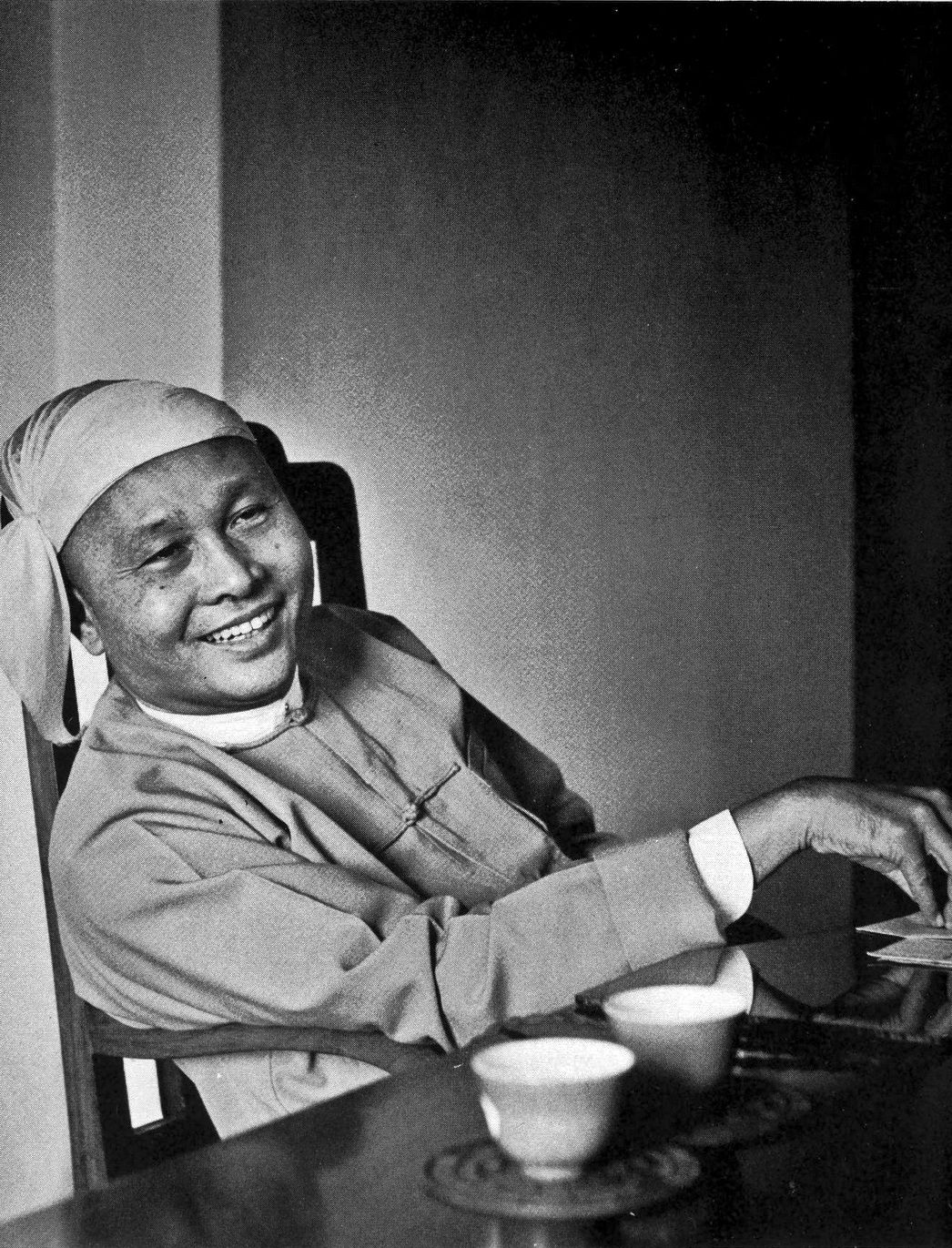
ウー・ヌ

1968年11月29日、ネ・ウィンはヌなど釈放されたばかりの老政治家33人を集め、国家統一の方策を立案し、当時準備中であった新憲法に反映させるための国内統一諮問委員会を設立した。この会議でヌは（１）ネ・ウィンが自分に権力を返還する（２）ヌが暫定議会を招集してネ・ウィンをその政府の大統領に選出し、自分は辞職する（３）国民の政治活動の自由を認め、全政治犯を釈放する（４）暫定議会を解散して、新議会を選出する選挙を実施する（５）ネ・ウィンは2回まで大統領に再選可という案を出したが、認められず、1969年4月には会議を離れてインドへ巡礼の旅へ赴いた。
しかし、ヌは密かに反乱の計画を立てていた。ヌのブレーンは、ミャンマーでもっとも影響力があった英字新聞『ネイション」の創刊者・エドワード・ローヨンで、彼も1962年クーデターの際投獄され、6年間刑務所で過ごしたが、その間、ネ・ウィン打倒策を練っていた。彼の計画は、退役軍人と少数民族武装勢力を結集して武装組織を結成し、社会的影響力のある僧侶たちに、国民を率いて政府に反旗を翻すように促し、あわよくばアメリカ、イギリス、日本、西ドイツなどの西側諸国の支援を仰ぐというものだった。そのためには敬虔な仏教徒で、国民的人気の高いヌは必要な人材だった。計画を実行するため、釈放されたローヨンはネ・ウィンに手紙を書いて面談を求め、了承された。面談の席はネ・ウィンはローヨンとその娘に対して行われた厳しい尋問につて謝罪し、ローヨンが自分と息子のパスポートの発行を頼むと、快く応じてくれた。ただローヨンが自分の資産を外国大使館を通じて国外に持ち出すつもりだと述べると、ネ・ウィンの表情には緊張が走ったのだという。

一方、ヌはまず、元国軍ナンバー2で、失脚して喫茶店経営者をしていたアウンジーに、参加を呼びかけた。
しかしアウンジーは、「国軍はネ・ウィンに忠誠を誓うだろう」と言って、この申し出を断った。その後、ヌは元AFPFL政権の外務大臣・サオ・クンキオと元カレンニー州議長・サオ・ウンナに声をかけたが、この2人も断られた。サオ・ウンナは「戦争で国軍に挑むことは不可能なので、政治指導者は武装蜂起など考えるべきではない」とヌに警告したのだという。しかしボー・レッヤやボー・ヤンナイン（Bo Yan Naing）など元30人の同志たちは賛同して、インドでヌと合流した。30人の同志の1人・ボー・セチャ（Bo Setkya）も合流予定だったが、直前に亡くなった。

その後ヌはイギリスに渡り、同年8月29日、ロンドンで記者会見を開いて、ネ・ウィンを武力で打倒するために議会制民族主義党（PDP）を結成すると発表した。その声明の中で、ヌは、1962年のクーデターは憲法を踏みにじるもの、一握りの新しいエリート階級が国民を搾取している、ネ・ウィンは自分の融和的な提案を無視した、もはや武力に訴えるしかないと述べたうえで、以下のように国民に誓いを立てた。
|                                      | 役職           | 経歴                                                           |
| ------------------------------------ | -------------- | -------------------------------------------------------------- |
| ウー・ヌ                             | 議長           | AFPFL政権元首相                                                |
| ボー・レッヤ                         | 副議長         | 元30人の同志、AFPFL政権元国防大臣                              |
| ローヨン                             | 書記長         | 『ネイション』創刊者                                           |
| トウィン（Thwin）                    | 共同書記長     | 裕福な実業家、シュエダゴン・パゴダ管財人、 AFPFL政権元通商大臣 |
| トミー・クリフト                     | 外交・財務担当 | 元空軍司令官                                                   |
| ハンソン・チャドー （Hanson Kyadoe） | 参謀長         | 元BNAカレン部隊司令官                                          |
| ボー・ヤンナイン                     | 副参謀長       | 元30人の同志                                                   |
| ザリモー （Zali Maw）                | 法務           | バーモウの息子                                                 |
| バースエ                             |                | AFPFL政権元首相                                                |

PDPはバンコクに本部を構え、右図のようなミャンマーの著名人を揃えた布陣を敷き、ネ・ウィンの弾圧から逃れたカレン族の政治家たちが結成した民族解放評議会（National Liberation Council：NLC）、ヤンゴンの銀行支店長イェチョートゥー（Ye Kyaw Thu）の支援を受け、元駐米大使の父を持つティンマウンウィン（Tin Maung Win）率いる中産階級出身の若い民主化活動家グループ、元ヤンゴンの大学生・デヴィッド・ゾートゥン（David Zaw Tun）率いる50人ほどの学生部隊を中核として愛国解放軍（Patriotic Liberation Army:PLA）という武装組織を結成した。
軍資金は、PDPがヤンゴンを占領したら独占的石油採掘権を与えるという条件で、カナダのアスマラ（Asmara）石油会社から数百万を受け取ったとされるが、CIAから資金提供を受けていたとも言われている。CIAにとってPDPは反共の防波堤として一定の価値があり、元CIA職員・ウィリアム・ヤング、1940年代の内戦の際にカチン族とカレン族の傷病兵士を24時間体制で看護したことで名高い医師・ゴードン・シーグレーブの息子・スターリング・シーグレーブなどがヌを支援した。
もっともネ・ウィンは、このヌの動きを軽んじており、なぜヌを国外に出したのかと問われた時も、国外より国内にいるほうが危険であり、彼の運動には勝算がなく、資金も集められず、「空っぽの箱」だと述べたのだという。しかもヌの記者会見の声明は、ミャンマー語と英語の両方で政府刊行物に掲載された。

## 活動

### 民族統一解放戦線の結成
次は武装勢力との協力だった。ヌが仏教の国教化を推進し、中緬国境画定の際にカチン州の一部を中国に割譲した過去のまだかまりからカチン独立軍（KIA）からは断られ、カレンニー民族進歩党（KNPP）も、1948年にカレンニー族の政治指導者・ウー・ビートゥレ（U Bee Htu Re）を国軍が殺害したのはヌの指示だと主張して、協力を拒否した。
そこでPDPは、かつてコーカン革命軍を率いていたジミー・ヤンに協力を仰ぎ、首尾よくジミーは泰緬孤軍の司令官の1人・李文煥から1万ドルの寄付金を引き出した。次に、これまで政府に忠実だったチン族を分断するために、元チン大臣のマンダライン（Mang Da Laing）が結成したチン民主党という小さな武装組織に資金を提供した。そして1970年5月25日、ヌ、カレン民族同盟（KNU）のマン・バザン（Mahn Ba Zan）、新モン州党（NMSP）のナイ・シュエチンがバンコクで記者会見を開き、民族統一解放戦線（National United Liberation Front: NULF）の結成を発表した。NULFの目標は、”大ビルマ主義”のネ・ウィン政権を打倒し、平等と正義の原則にもとづいて、すべての民族に完全な自治権を認めた連邦共和国を樹立することだった。その際、既存のカチン州、カレン州、カレンニー州、シャン州、そして「ビルマ州」に加えて、モン州、アラカン州、チン州を新設することとされた。またこの際、PDPからKNUに400万バーツ、NMSPに200万バーツの資金が提供されたとされるが、NMSPではこの資金の使用方法をめぐって内部対立が生じ、1981年に組織が分裂するという悲劇に見舞われた。

### ウー・ヌの離脱
PLAはジミー・ヤンの北部、トウィンの中央部、ボー・ヤンナインの南部の3つの司令部を設立し、タイの闇市場で兵器を入手し、都市の反体制派の若者たちや地元の村の少年たちをリクルートして、泰緬国境の両側で軍事訓練を行った。PLAの軍服には土曜生まれのヌにちなんだ龍のシンボルマークが描かれていた。最盛期には6,000人ほどの兵力を擁していたのだという。またラジオ局を解説して反ネ・ウィンプロパガンダ放送を流したり、片面にヌの名前、もう片面に8つの連邦州を表す8つの星を刻印した金貨を数百枚鋳造し、「解放区」の通貨と主張して各国大使館や海外の報道機関に配布したりした。
PLAは、KNUの軍事部門・カレン民族解放軍（KNLA）やNMSPの軍事部門・モン民族解放軍（MNLA）とともに、ダウェイ、モーラミャイン、タトン、タウングーにある国軍の前哨基地を攻撃した。PDPの発表では、1971年に30回、1972年に80回、1973年前半に47回の戦闘があり、その2年半の間に国軍兵士925人を殺害し、1,000人以上を負傷させ、損失は死者88人、負傷者92人だったのだという。その他、鉄道や送電線を破壊してインフラを麻痺させたりもした。MNLA-PLA合同部隊は、モーラミャイン～イェー間の鉄道線路を繰り返し破壊し、KNLA-PLA合同部隊は、ミェイクのジャングル地帯からタウングーの山岳地帯まで活動し、バルーチャン（ローピタ）水力発電所からの送電線を爆破して、度々ヤンゴンで停電を引き起こした。

しかしPDPの抵抗もここまでだった。期待していた国軍兵士の合流は少なく、1972年4月7日には、航空機でヤンゴン上空から国軍兵士にPLAへの参加を呼びかけるビラを撒いたが、反応はなかった。ヌの行動は国営紙などを通じて国民に広く知られていたが、ヌがKNUなどの少数民族武装勢力と同盟を組んだことは、国民の不評を買っていた。またKNLAの司令官たちは総じてビルマ族の兵士たちを自分たちの領土に入れるのに消極的で、1971年2月22日には、司令官の命令に従わないKNLA第1旅団の中隊長8人を、KNLA最高司令官ボー・ミャの命令し、処刑するという事件が起きた。最後のとどめはボー・ミャ自身が刺したと伝えられる。さらにヌ以下ほとんどのPDP幹部たちは、PDP結成以来ジャングルをほとんど訪れず、バンコクの高級ホテルに泊まって自家用車を所有する贅沢三昧の生活を送っており、兵士たちの反感を買っていた。
1972年4月、KNUの幹部が、連邦共和国構想の中でカレン州の分離独立権を主張すると、ヌは各州の分離独立権を認めると、外国の内政干渉を許し、連邦崩壊を招くと主張してPDP議長を辞任した。これで事実上PDPの命運は尽きたが、ティンマウンウィンによれば「その時、すべてが終わったことはわかっていたが、すべてを崩壊させたくはなかった。だからPLAの各司令官は、生き延びて状況をコントロールするために、とにかくできることをした」のだという。

### 人民愛国党

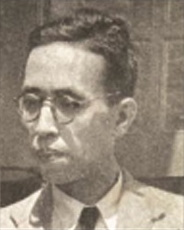
ボー・レッヤ

1972年、KNLA第13大隊とPLAの合同部隊がペグー・ヨマで、ビルマ共産党（CPB）とカレン民族統一党（KNUP）の合同部隊に打ち負かされた。同年末、ボー・ヤンナイン率いるPLA南部部隊が、エーヤワディー地方域・ボガレに上陸したところで国軍の待ち伏せ攻撃を受け、110人の兵士のうち生き残ったのは11人で、そのうち10人が捕虜となり、根拠地に戻ったのはわずか1人という大惨敗を喫した。1974年3月にはカレン族が大半を占めるNULFの1,500人の部隊が、国境の町・ミャワディ攻略作戦に失敗し、NULFからの離脱を宣言した。
同年、PDPは士気を高めるために人民愛国党（People’s Patriotic Party：PPP）に改名した。しかし組織の凋落は止まらず、バースエら多くの指導者が離脱し始め、ボー・ヤンナインはKNUとの間に金銭トラブルを起こして追放され、ティンマウンウィンが連邦団結党（Union Solidarity Party：USP）を、ボー・ムアウンが反ファシスト人民統一党（Anti-Facist People's Unity Party：AFPUP）を結成するなど組織は四分五裂していった。組織には綱領もルールもなく、兵士は司令官の私兵と化し、最初の資金が尽きた後は、闇商人、宝石輸入業者、麻薬密売人から通行税を徴収して生計を立てる有り様だった。
唯一、ボー・レッヤとトゥインが率いるPPP部隊だけが軍事活動を続け、ミャンマー南部の町で政府関係機関を標的にしたゲリラ攻撃を展開したが、民間人にも数百人の負傷者、数十人の死者を出した。ヤンゴンでは主に予告なく手榴弾を投げ込むという方法で警察署、政府庁舎、商店などを攻撃、中央駅、ボージョー・アウンサン市場、西ドイツ大使館、ヤンゴン総合病院、ワジヤ（Waziya）映画館なども攻撃した。現行犯で逮捕された者の何人かは処刑され、関係を疑われたAFPFL支持者も逮捕され投獄された。しかしこのような攻撃はむしろPPPに対する市民のイメージを悪化させ、1974年から1976年にかけてヤンゴンで反政府デモが活発化した際にもPPPと合流した民主化活動家はわずかった。1976年にはボー・レッヤ、ボー・ヤンナイン、ボー・ムアウンなどPPP幹部7人のタイ入国が当局によって禁止され、タイからの支援も途絶えた。ネ・ウィン政権との関係改善を図りたいタイ政府にとって、PPPはもはや邪魔な存在でしかなかった。
1978年後半、PPPは3つの派閥に分裂して内ゲバを始め、KNLAがこれを鎮圧しにかかり、同年11月29日、流れ弾が当たってボー・レッヤが死亡した。1980年の恩赦の際には、多くのPPP指導者が政府に降伏し、他の者は海外に亡命した。デビッド・ゾートゥンはタイ北部でツアーガイドになり、欧米人旅行者を泰緬国境に連れて行って、KNLAの兵士たち一緒に写真を撮らせた。トゥインだけがKNUと関係を保ち続け、PPPの小さな部隊を率い、『アーティッ（Arthit）』という機関誌を不定期的に発行した。

## 8888民主化運動
8888民主化運動に先立つ1987年1月4日、母国の不穏な動きをいち早く察知した、アメリカに亡命したティンマウンウィンなど海外に亡命した元PDP指導者たちが、ビルマ民主主義回復委員会（Community for the Restoration of Democracy in Burma：CRDB）を結成し、海外のビルマ大使館前でデモを行い、ビルマ社会主義計画党（BSPP）、民族民主戦線（NDF）、ビルマ共産党（CPB）間の和解を訴えた。
1988年、8888民主化運動と呼ばれる大規模な反政府デモが全国で巻き起こると、同年8月29日、ウー・ヌは一党独裁制を定めた憲法を無視して民主平和連盟（League for Democracy and Peace：LDP）という政治組織を結成し、元PDPの仲間たち、元AFPFLの仲間たちも多数参加した。一方、CRDBのメンバー数人は、タイからミャンマーに密入国し、ボー・ミャ、ナイ・シュエチン、トゥインなど元NULFのメンバーと接触、CRDBのNDFへの参加を打診したが、過去のわだかまりを忘れていなかったKNUの指導者たちによって却下された。またウー・ヌの暫定政府樹立宣言は失笑を買い、アウンサンスーチー、アウンジー、ティンウーなど他の民主化運動指導者たちから距離を置かれた。総じてウー・ヌなど元PDP指導者と若い世代との間には断絶があり、彼らは民主化運動の主導権を握れなかった。LDPは、1990年5月27日に実施された総選挙にも参加したが、結局、1議席も獲得できない惨敗に終わった。
LDPはインド政府に支援を求めたが、これも断られた。一方、ヌの息子ウー・アウン、元PDPで、バーモウの息子・ザリモウ、チン民主党の元党首マンダレイン、ヌの暫定政府の閣僚で、日本軍から軍事訓練を受けたこともあるタキン・ボーキンマウン（Thakin Bo Khin Maung）が泰緬国境に集まり、元泰緬孤軍将軍・フランシス・ヤップを含む多くの国内外の支援者からの資金援助を受けて、1989年1月19日、ビルマ民主団結同盟（Alliance of Democratic Solidarity Union of Burma：ADSUB）を設立、新モン州党（NMSP）の許可を得て、その領土内のスリー・パゴダ・パス近郊に小さな拠点を設置した。彼らは1947年憲法体制への復帰を主張したが、泰緬国境に逃れてきた8,000～1万人とも言われる民主化活動家のうち、彼らに合流したのは100人にも満たず、1990年頃にはADSUBは自然消滅した。トゥインが率いていたPPPの残党はビルマ民主同盟（DAB）に参加したが、そのDABも1990年代に加盟組織が次々と政府と停戦合意を結ぶに及び、有名無実化した。
こうして、都市部の中産階級の支持を受けた、いわゆる「民主派」の潮流は、スーチーと彼女が率いる国民民主連盟（NLD）に、取って代わられた。